# ジョージ・プルマン
ジョージ・モーティマー・プルマン（George Mortimer Pullman、1831年3月3日 - 1897年10月19日）は、アメリカ合衆国の発明家・実業家で、プルマン社の創業者である。彼が建設した企業城下町であるプルマン（Pullman、後にシカゴに吸収合併された）において、ストライキをする労働者を暴力的に鎮圧したことでも知られる。

## 生い立ち
プルマンはニューヨーク州ブロクトン (Brocton) に生まれ、後に家族とともにアルビオン (Albion) に移り住んで、そこで後に彼に成功をもたらすことになる多くのアイデアを着想した。この頃、プルマンは棺を製造していた。プルマンは14歳で学校からドロップアウトしたが、最終的にシカゴでもっとも影響力があり、しかし論争の的となるような人物となることになった。シカゴでは、アメリカで最初のコンプリヘンシブ・スクール（学校からドロップアウトした生徒などを集める学校）を設立する準備が行われていたので、プルマンはシカゴへと移った。
シカゴは低湿地帯に造られた都市であり、通りの泥は馬が溺れてしまうほど深いと言われていた。地下に下水道を設置して排水することができないので、シカゴでは路上に下水道を建設してそれに蓋をし、事実上通りの高さを6 - 8 フィートほどかさ上げしてしまうという方法を採っていた。プルマンはシカゴの中心部において、建物を新しい地面の高さまで持ち上げて、その下に新しい基礎を築く仕事を行っていた技術者の1人であった。これは、プルマンの父親がエリー運河の拡幅に際して住宅を移転させるために用いていた技術であった。エリー・スミス・アンド・プルマン協同組合 (Ely, Smith & Pullman partnership) は、煉瓦造り6階建ての巨大なトレモント・ハウス (Tremont House) というホテルを、内部を顧客に利用させた状態のままで持ち上げて見せたことから、プルマンの評判は大いに高まった。

## プルマン・スリーピング・カーの設立

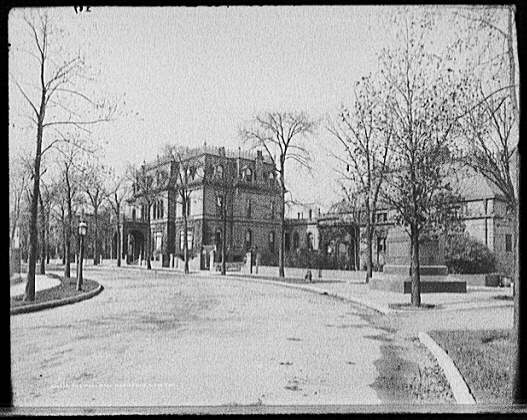
シカゴのプレーリー通り (Prairie Avenue) にあったプルマンの住居

1859年から1863年まで、プルマンはコロラド州ゴールデンの近くで金の仲買人として働き、そこで資金を作るとともに、将来の事業仲間となるハンニバル・キンボール (Hannibal Kimball) に出会った。
その後プルマンは、鉄道の寝台車を製造した。これはプルマン・カーとか、あるいはパレス・カー（palace car、宮殿のような車）と呼ばれた。これは、彼がアルビオンで過ごした若い時期にエリー運河で運航されていた定期船に着想を得て設計されていた。最初の車両は1864年に完成した。プルマンの寝台車で、暗殺されたエイブラハム・リンカーン大統領の遺体をワシントンD.C.からイリノイ州スプリングフィールドまで運ぶように手配したことから、プルマンは全国的な関心を集め、車両の注文が殺到することになった。寝台車は一般の客車に比べて5倍も製造費が高かったにもかかわらず、成功を収めた。寝台車は、中流階級の贅沢として売り込まれた。
1867年には、彼の最初の「走るホテル」である、食堂車付き寝台車「プレジデント号」(President) を導入した。食事はその当時の最高のレストランに匹敵するもので、サービスには非の打ち所がなかった。翌1868年には、世界で最初の一等食堂車である「デルモニコ号」(Delmonico) を送り出した。デルモニコ号のメニューは、ニューヨークの高級レストラン「デルモニコス」から来たシェフが準備したものであった。プレジデント号、デルモニコ号およびその後のプルマンの寝台車では一流のサービスが提供されており、それは解放されてから間もない、かつて奴隷だった人が、ポーター、ウェイター、メイド、芸人、ボーイなど様々な役割を1人で果たして提供しているものであった。
プルマンは、もし彼の寝台車事業が成功したならば、乗車券を販売・集札し、電報を配達し、サンドウィッチを販売し、破れたズボンを補修し、日中の座席車を寝台車に切り替えるといった様々なサービスを旅行者に対して提供する必要があると考えていた。またプルマンは、南部のプランテーションで働いていたかつての奴隷が、彼の宮殿のような車に金を払ってくれるビジネスマンに仕えるための訓練と従順さを兼ね備えていると考えていた。プルマンの会社は、南北戦争後のアメリカにおいて単独の会社でもっとも多くのアフリカ系アメリカ人を雇用する会社となった。
1869年にプルマンはデトロイト・カー・アンド・マニュファクチャリング (Detroit Car and Manufacturing Company) を買収した。1870年には特許と、東部における競合事業者であったセントラル・トランスポーテーション (Central Transportation Company) を買収した。1871年春には、ジョージ・プルマン、アンドリュー・カーネギーとその他の人々は、財務上の苦境に陥っていたユニオン・パシフィック鉄道を救済し、その取締役となった。1875年の時点で、プルマンの会社は10万ドルの価値がある特許、営業中の700両の寝台車を所有し、また銀行に数十万ドルの預金があった。
1887年、彼はヴェスティビュール（客車の前後にある乗降用デッキまたは個室）つきの列車を設計し、実現した。これは列車全体を1両の車両であるかのようにつないでしまうデッキの空間であり、ペンシルバニア鉄道の幹線で最初に使用が開始された。

## プルマンの企業城下町
1880年にプルマンは、イリノイ・セントラル鉄道でシカゴから14 マイルほど南にある、カルメット湖 (Lake Calumet) のそばに80万ドルを投じて4,000 エーカー（16 平方キロメートル）の土地を購入した。彼はサロン・スペンサー・ビーマン (Solon Spencer Beman) を雇ってそこに新しい工場を設計させた。また労働不安と貧困の問題を解決するために、住宅・商店・教会・劇場・公園・ホテル・図書館など備えた町を彼の従業員のために工場に隣接して建設した。最初に建設された1,300 の建物はすべてビーマンによって設計された。この企業城下町の中心に位置するのは、管理ビルと人工の池であった。プルマンの愛する娘の名前にちなんで、ホテル・フローレンス (Hotel Florence) がその脇に建設された。この町はプルマン (Pullman) と名づけられた。
プルマンは、田舎の空気と、世論を喚起する扇動者や酒場、歓楽街などのない素晴らしい施設が、幸福で会社に忠実な労働力をもたらすと考えていた。この計画的に作られた自治体は、1893年のシカゴ万国博覧会において大きな関心を集め、全国的な評判を呼んだ。プルマンはメディアから博愛と将来へのビジョンを賞賛された。死亡率統計によれば、プルマンの町は世界でもっとも健康な土地であるとされた。またこの町が期待された快適さと同じくらい、プルマンはこの町が利益を生み出すことを期待していた。1892年の時点で、この町はそれ自身が利益を生み出すようになっており、500万ドル以上の価値があるとされた。
プルマンはこの町を、封建貴族のように統治した。彼は独立した新聞、公開演説、会合、公開討論といったことを禁じた。検査官が定期的に各家を訪問してその清潔度を検査し、10日前の通告によりいつでも賃貸を終了することができるとされた。プルマンが認めた宗派はどれも教会の賃料を払うつもりがなく、またそれ以外の宗派はそもそも認めていなかったので、建設された教会は使用されないままであった。個人的な慈善団体は禁止された。プルマンの労働者はかつてこのように言った。
我々はプルマンの家に生まれ、プルマンの店に養われ、プルマンの学校で教育を受け、プルマンの教会で教理を習い、そして死んだらプルマンの地獄へ行くだろう。—プルマンの町に住むプルマンの従業員
このプルマンの町は、国定の史跡となっている。

## プルマン・ストライキ
1894年にプルマンの会社の業績が悪化したとき、プルマンはコストを減らして利益を維持するために、労働者を解雇し、給料を下げ、労働時間を長くしたが、プルマンの町の家賃や物価は下げなかった。プルマンの町の家賃や利用料、物価を下げなかったという失態により、プルマンの会社の従業員は暴力的な動乱となったプルマン・ストライキ (Pullman Strike) を引き起こした。これは最終的に、イリノイ州知事ジョン・P・アルトゲルト (John P. Altgeld) の反対を無視してグロバー・クリーブランド大統領が連邦軍を投入して鎮圧した。
この1894年の事件の原因を調査するために設置された国家委員会は、プルマンの家族主義が部分的には責任があるものとし、またプルマンの企業城下町はアメリカ的ではないとした。1898年、イリノイ州最高裁判所はプルマンの会社に、プルマンの町の所有権を手放すように命じ、この町はシカゴへと合併された。

## その他
プルマンは多くの公共事業に参加していたことが認められるが、中でもプルマンが社長を務めた会社が建設して営業したニューヨークの高架鉄道が知られている。
プルマンへの悪評は、プルマン・ストライキの後も残った。1897年にプルマンが亡くなったとき、彼はグレイスランド墓地 (Graceland Cemetery) の念入りに補強された鉄筋コンクリート地下室に、鉛で内張りをした棺に入れて夜間に埋葬された。さらに労働活動家によって遺体が発掘され、冒涜されるのを防ぐために、何トンものセメントが流し込まれた。
プルマンの会社は1930年にスタンダード・スティール・カーと合併してプルマン-スタンダードとなり、最後の客車をアムトラック向けに1982年に製造した。この最終製造となったスーパーライナー客車（32009号）には、トレインズ誌の提言により"George M. Pullman"の名がつけられている。その後プルマン-スタンダードの工場は放置状態となり、最終的に閉鎖されて1987年に残った資産はボンバルディアに吸収された。
ワシントン州のプルマンは、プルマンを記念して名づけられた。当初はプルマンに大きな鉄道が通ると考えられていたが、実際に鉄道が通ったのはスポケーンであった。